# Coelidia guttatus
Coelidia guttatus är en insektsart som beskrevs av Walker 1851. Coelidia guttatus ingår i släktet Coelidia och familjen dvärgstritar. Inga underarter finns listade i Catalogue of Life.